# Coppa Italia 2025-2026
La Coppa Italia 2025-2026, denominata Coppa Italia Frecciarossa per ragioni di sponsorizzazione, è la 79ª edizione della manifestazione calcistica. È iniziata il 9 agosto 2025 e si concluderà il 13 maggio 2026.

## Formula
La formula usata è la stessa attuata a partire dall'edizione 2021-2022, con 44 squadre partecipanti: 20 club di Serie A, 20 club di Serie B e 4 club di Serie C. A seconda del campionato in cui militano nella stagione attuale, tali squadre esordiscono nel torneo partendo da turni diversi.
L'intera competizione si svolge a eliminazione diretta, con partite secche in ogni turno ad eccezione delle semifinali: queste ultime si articolano su andata e ritorno, senza la regola dei gol in trasferta. Fino ai quarti di finale, in caso di parità allo scadere dei tempi regolamentari è prevista direttamente la disputa dei tiri di rigore.
Le squadre che hanno terminato il campionato di Serie A nelle prime otto posizioni ("teste di serie") sono ammesse direttamente agli ottavi di finale. Durante i turni eliminatori, ad usufruire del fattore campo è la squadra col numero di tabellone più basso; anche nella fase finale è applicata tale regola, in particolare nelle semifinali serve a definire la squadra che giocherà in casa la partita di ritorno. I numeri di tabellone sono assegnati mediante criterio meritocratico: il numero 1 spetta alla detentrice del trofeo, mentre i numeri successivi (dal 2 al 44) sono assegnati seguendo le classifiche dei campionati di Serie A, B e C della stagione precedente.
La finale si svolgerà allo Stadio Olimpico di Roma.

### Struttura del torneo
|                               | Squadre che entrano in questo turno | Squadre qualificate dal turno precedente |
| ----------------------------- | --- | ---------------------------------------- |
| Turno preliminare (8 squadre) | - 4 squadre di Serie B (le 3 squadre vincitrici dei tre gironi del campionato di Serie C precedente, cui sono attribuiti i numeri di tabellone dal 37 al 39, e la squadra vincitrice dei play-off del campionato di Serie C precedente, cui è attribuito il numero 40) - 4 squadre di Serie C (le tre squadre seconde classificate nei gironi del campionato di Serie C precedente, cui sono attribuiti i numeri di tabellone dal 41 al 43, e la squadra vincitrice della Coppa Italia Serie C, cui è attribuito il numero 44)                                                                                                   |                                          |
| Trentaduesimi (32 squadre)    | - 12 squadre di Serie A (le squadre posizionate dal 9º al 17º posto nel campionato di Serie A precedente e le tre squadre promosse in Serie A nella stagione precedente, cui sono attribuiti i numeri di tabellone dal 9 al 20) - 4 squadre di Serie B (le 3 squadre retrocesse dal campionato di Serie A precedente e la squadra perdente della finale play-off del campionato di Serie B precedente, cui sono attribuiti i numeri di tabellone dal 21 al 24) - 12 squadre di Serie B (le squadre posizionate dal 3º al 17º posto nel campionato di Serie B precedente, cui sono attribuiti i numeri di tabellone dal 25 al 36) | - 4 vincenti del turno preliminare       |
| Sedicesimi (16 squadre)       | | - 16 vincenti dei trentaduesimi          |
| Fase finale (16 squadre)      | - 8 squadre di Serie A ("teste di serie" del torneo, cui sono attribuiti i numeri di tabellone dall'1 all'8) | - 8 vincenti dei sedicesimi              |

## Calendario
Il calendario è stato ufficializzato dalla Lega Serie A il 5 giugno 2025.
| Fase              | Turno             | Andata                  | Ritorno                 |
| ----------------- | ----------------- | ----------------------- | ----------------------- |
| Turni eliminatori | Turno preliminare | 9-10 agosto 2025        | 9-10 agosto 2025        |
| Turni eliminatori | Trentaduesimi     | 15-16-17-18 agosto 2025 | 15-16-17-18 agosto 2025 |
| Turni eliminatori | Sedicesimi        | 23-24-25 settembre 2025 | 23-24-25 settembre 2025 |
| Fase finale       | Ottavi di finale  | 3-17 dicembre 2025      | 3-17 dicembre 2025      |
| Fase finale       | Quarti di finale  | 4-11 febbraio 2026      | 4-11 febbraio 2026      |
| Fase finale       | Semifinali        | 4 marzo 2026            | 22 aprile 2026          |
| Fase finale       | Finale            | 13 maggio 2026          | 13 maggio 2026          |

## Squadre
| Squadre    | Rank    |
| Serie A    | Serie A |
| ---------- | ------- |
| Bologna    | 1       |
| Napoli     | 2       |
| Inter      | 3       |
| Atalanta   | 4       |
| Juventus   | 5       |
| Roma       | 6       |
| Fiorentina | 7       |
| Lazio      | 8       |

| Squadre   | Rank    |
| Serie A   | Serie A |
| --------- | ------- |
| Milan     | 9       |
| Como      | 10      |
| Torino    | 11      |
| Udinese   | 12      |
| Genoa     | 13      |
| Verona    | 14      |
| Cagliari  | 15      |
| Parma     | 16      |
| Lecce     | 17      |
| Sassuolo  | 18      |
| Pisa      | 19      |
| Cremonese | 20      |
| Serie B   |         |
| Empoli    | 21      |
| Venezia   | 22      |
| Monza     | 23      |
| Spezia    | 24      |

| Squadre     | Rank    |
| Serie B     | Serie B |
| ----------- | ------- |
| Juve Stabia | 25      |
| Catanzaro   | 26      |
| Cesena      | 27      |
| Palermo     | 28      |
| Bari        | 29      |
| Südtirol    | 30      |
| Modena      | 31      |
| Carrarese   | 32      |
| Reggiana    | 33      |
| Mantova     | 34      |
| Frosinone   | 35      |
| Sampdoria   | 36      |

| Squadre          | Rank    |
| Serie B          | Serie B |
| ---------------- | ------- |
| Padova           | 37      |
| Avellino         | 38      |
| Virtus Entella   | 39      |
| Pescara          | 40      |
| Serie C          |         |
| Vicenza          | 41      |
| Audace Cerignola | 42      |
| Ternana          | 43      |
| Rimini           | 44      |

## Partite

### Turni eliminatori

#### Turno preliminare
| Squadra 1        | Risultato | Squadra 2 |
| ---------------- | --------- | --------- |
| Pescara          | 1 - 0     | Rimini    |
| Padova           | 0 - 2     | Vicenza   |
| Audace Cerignola | 1 - 0     | Avellino  |
| Virtus Entella   | 4 - 0     | Ternana   |

#### Trentaduesimi
| Squadra 1        | Risultato       | Squadra 2      |
| ---------------- | --------------- | -------------- |
| Parma            | 2 - 0           | Pescara        |
| Spezia           | 1 - 1 (4-2 dtr) | Sampdoria      |
| Milan            | 2 - 0           | Bari           |
| Lecce            | 2 - 0           | Juve Stabia    |
| Udinese          | 2 - 0           | Carrarese      |
| Cremonese        | 0 - 0 (4-5 dtr) | Palermo        |
| Empoli           | 1 - 1 (3-0 dtr) | Reggiana       |
| Genoa            | 3 - 0           | Vicenza        |
| Audace Cerignola | 1 - 1 (2-4 dtr) | Verona         |
| Venezia          | 4 - 0           | Mantova        |
| Torino           | 1 - 0           | Modena         |
| Cesena           | 0 - 0 (1-2 dtr) | Pisa           |
| Como             | 3 - 1           | Südtirol       |
| Sassuolo         | 1 - 0           | Catanzaro      |
| Monza            | 0 - 1           | Frosinone      |
| Cagliari         | 1 - 1 (5-4 dtr) | Virtus Entella |

#### Sedicesimi
| Squadra 1 | Risultato | Squadra 2 |
| --------- | --------- | --------- |
| Parma     | 21        | Spezia    |
| Milan     | 22        | Lecce     |
| Udinese   | 23        | Palermo   |
| Genoa     | 24        | Empoli    |
| Verona    | 25        | Venezia   |
| Torino    | 26        | Pisa      |
| Como      | 27        | Sassuolo  |
| Cagliari  | 28        | Frosinone |

### Fase finale

#### Ottavi di finale
| Squadra 1  | Risultato | Squadra 2            |
| ---------- | --------- | -------------------- |
| Bologna    | 29        | Vincente incontro 21 |
| Lazio      | 30        | Vincente incontro 22 |
| Juventus   | 31        | Vincente incontro 23 |
| Atalanta   | 32        | Vincente incontro 24 |
| Inter      | 33        | Vincente incontro 25 |
| Roma       | 34        | Vincente incontro 26 |
| Fiorentina | 35        | Vincente incontro 27 |
| Napoli     | 36        | Vincente incontro 28 |

#### Quarti di finale
| Squadra 1            | Risultato | Squadra 2            |
| -------------------- | --------- | -------------------- |
| Vincente incontro 29 | 37        | Vincente incontro 30 |
| Vincente incontro 31 | 38        | Vincente incontro 32 |
| Vincente incontro 33 | 39        | Vincente incontro 34 |
| Vincente incontro 35 | 40        | Vincente incontro 36 |

#### Semifinali
| Squadra 1            | Totale | Squadra 2            | Andata | Ritorno |
| -------------------- | ------ | -------------------- | ------ | ------- |
| Vincente incontro 37 | 41     | Vincente incontro 38 | -      | -       |
| Vincente incontro 39 | 42     | Vincente incontro 40 | -      | -       |

#### Finale
| Roma 13 maggio 2026, ore 21:00 CEST Gara 45 |  | – |  | Stadio Olimpico |

| Assistenti arbitrali: Quarto ufficiale: VAR: Assistente al VAR: Assistente di riserva: | Regole dell'incontro: - due tempi regolamentari da 45 minuti ciascuno; - due tempi supplementari da 15 minuti ciascuno in caso di parità; - tiri di rigore in caso di ulteriore parità; inizialmente cinque per squadra, e a oltranza fino a spareggio in caso di ulteriore parità; - numero massimo di 26 giocatori per squadra a referto (11 in campo e 15 come potenziali sostituti); - cinque sostituzioni permesse nei tempi regolamentari; una sesta permessa nei tempi supplementari. |

## Tabellone (fase finale)
|  | Ottavi di finale | Ottavi di finale |  |  | Quarti di finale | Quarti di finale |  |  | Semifinali | Semifinali | Semifinali | Semifinali |  |  | Finale | Finale |
|  |                  |                  |  |  |                  |                  |  |  |            |            |            |            |  |  |        |        |
|  | Bologna          |                  |  |  |                  |                  |  |  |            |            |            |            |  |  |        |        |
|  |                  |                  |  |  |                  |                  |  |  |            |            |            |            |  |  |        |        |
|  |                  |                  |  |  |                  |                  |  |  |            |            |            |            |  |  |        |        |
|  |                  |                  |  |  |                  |                  |  |  |            |            |            |            |  |  |        |        |
|  |                  |                  |  |  |                  |                  |  |  |            |            |            |            |  |  |        |        |
|  | Lazio            |                  |  |  |                  |                  |  |  |            |            |            |            |  |  |        |        |
|  |                  |                  |  |  |                  |                  |  |  |            |            |            |            |  |  |        |        |
|  |                  |                  |  |  |                  |                  |  |  |            |            |            |            |  |  |        |        |
|  |                  |                  |  |  |                  |                  |  |  |            |            |            |            |  |  |        |        |
|  |                  |                  |  |  |                  |                  |  |  |            |            |            |            |  |  |        |        |
|  |                  |                  |  |  |                  |                  |  |  |            |            |            |            |  |  |        |        |
|  | Juventus         |                  |  |  |                  |                  |  |  |            |            |            |            |  |  |        |        |
|  |                  |                  |  |  |                  |                  |  |  |            |            |            |            |  |  |        |        |
|  |                  |                  |  |  |                  |                  |  |  |            |            |            |            |  |  |        |        |
|  |                  |                  |  |  |                  |                  |  |  |            |            |            |            |  |  |        |        |
|  |                  |                  |  |  |                  |                  |  |  |            |            |            |            |  |  |        |        |
|  |                  |                  |  |  |                  |                  |  |  |            |            |            |            |  |  |        |        |
|  | Atalanta         |                  |  |  |                  |                  |  |  |            |            |            |            |  |  |        |        |
|  |                  |                  |  |  |                  |                  |  |  |            |            |            |            |  |  |        |        |
|  |                  |                  |  |  |                  |                  |  |  |            |            |            |            |  |  |        |        |
|  |                  |                  |  |  |                  |                  |  |  |            |            |            |            |  |  |        |        |
|  |                  |                  |  |  |                  |                  |  |  |            |            |            |            |  |  |        |        |
|  |                  |                  |  |  |                  |                  |  |  |            |            |            |            |  |  |        |        |
|  | Inter            |                  |  |  |                  |                  |  |  |            |            |            |            |  |  |        |        |
|  |                  |                  |  |  |                  |                  |  |  |            |            |            |            |  |  |        |        |
|  |                  |                  |  |  |                  |                  |  |  |            |            |            |            |  |  |        |        |
|  |                  |                  |  |  |                  |                  |  |  |            |            |            |            |  |  |        |        |
|  |                  |                  |  |  |                  |                  |  |  |            |            |            |            |  |  |        |        |
|  |                  |                  |  |  |                  |                  |  |  |            |            |            |            |  |  |        |        |
|  | Roma             |                  |  |  |                  |                  |  |  |            |            |            |            |  |  |        |        |
|  |                  |                  |  |  |                  |                  |  |  |            |            |            |            |  |  |        |        |
|  |                  |                  |  |  |                  |                  |  |  |            |            |            |            |  |  |        |        |
|  |                  |                  |  |  |                  |                  |  |  |            |            |            |            |  |  |        |        |
|  |                  |                  |  |  |                  |                  |  |  |            |            |            |            |  |  |        |        |
|  |                  |                  |  |  |                  |                  |  |  |            |            |            |            |  |  |        |        |
|  | Fiorentina       |                  |  |  |                  |                  |  |  |            |            |            |            |  |  |        |        |
|  |                  |                  |  |  |                  |                  |  |  |            |            |            |            |  |  |        |        |
|  |                  |                  |  |  |                  |                  |  |  |            |            |            |            |  |  |        |        |
|  |                  |                  |  |  |                  |                  |  |  |            |            |            |            |  |  |        |        |
|  |                  |                  |  |  |                  |                  |  |  |            |            |            |            |  |  |        |        |
|  |                  |                  |  |  |                  |                  |  |  |            |            |            |            |  |  |        |        |
|  | Napoli           |                  |  |  |                  |                  |  |  |            |            |            |            |  |  |        |        |
|  |                  |                  |  |  |                  |                  |  |  |            |            |            |            |  |  |        |        |
|  |                  |                  |  |  |                  |                  |  |  |            |            |            |            |  |  |        |        |

## Classifica marcatori
Aggiornata al 18 agosto 2025.
| Gol | Rigori |  | Giocatore        | Squadra |
| --- | ------ |  | ---------------- | ------- |
| 2   |        |  | Issa Doumbia     | Venezia |
| 2   |        |  | Tasos Douvikas   | Como    |
| 2   |        |  | Mateo Pellegrino | Parma   |
| 2   |        |  | John Yeboah      | Venezia |